# Chobot
Chobot é uma comuna checa localizada na região da Boêmia do Sul, distrito de Strakonice.